# Faktura odwrotne obciążenie
Faktura odwrotne obciążenie – dokument wystawiany w określonych transakcjach sprzedaży/zakupu. Faktura oznaczona dopiskiem „odwrotne obciążenie VAT”, wystawiana przy sprzedaży określonych towarów – sprzedawca nie rozlicza podatku VAT, obowiązek naliczenia i rozliczenia spoczywa na nabywcy.

## Uprawnione podmioty
Według przepisów prawa osoby uprawnione do wystawiania faktur z odwrotnym obciążeniem to (spełniające warunki z art 15 ustawy VAT):
- osoby prawne,
- jednostki organizacyjne niemające osobowości prawnej,
- osoby fizyczne nabywające określone towary (załącznik nr 11 ustawy o VAT)[1].

## Warunki
Podmioty uprawnione do wystawiania faktury z odwrotnym obciążeniem muszą spełniać dodatkowe warunki:
- sprzedawca jest czynnym podatnikiem VAT (podatnik dokonujący dostawy szczególnych towarów, nie jest zwolniony od podatku na podstawie art. 113 ust. 1 i 9 i nie korzysta ze zwolnienia z VAT do limitu 200.000 zł).
- nabywca jest czynnym podatnikiem VAT (podatnik jest nabywcą towarów wrażliwych, jest zarejestrowany jako czynny podatnik VAT).
- dostawa nie jest objęta zwolnieniem, o którym mowa w art. 43 ust. 1 pkt 2 lub art. 122 (dostawa towarów nie jest objęta zwolnieniem, od nabycia których, nie przysługiwało odliczenie VAT, przeznaczone na cele działalności zwolnionej z VAT)[1].

## Brak uprawnień
Zastosowanie odwrotnego obciążenia nie jest możliwe, w przypadku sprzedaży dokonywanej na rzecz osób:
- nieprowadzących działalności gospodarczej,
- podatników posiadających status zwolnionych z VAT.[1]

## Towary i usługi transakcji odwrotnego obciążenia
Wykaz wszystkich towarów (i grup towarów) znajduje się w przepisach prawa – ustawa o VAT, załącznik nr 11, art. 17 ust. 1 pkt 4.
Towary
Towary dotyczące odwrotnego obciążenia wymienione zostały w art. 17 ust.1 pkt 7 ustawy o VAT. Dodatkowo wytypowane towary objęte odwrotnym obciążeniem muszą spełnić dodatkowy warunek – łączna ich wartość w ramach jednej transakcji (bez kwoty podatku), musi przekraczać kwotę 20.000 zł (limit kwotowy odnosi się do sprzętów elektronicznych i telefonicznych).
- procesory,
- przenośne maszyny do automatycznego przetwarzania danych, o masie <= 10 kg (laptopy, notebooki, tablety),
- telefony komórkowe (w tym smartfony),
- konsole do gier wideo,
- metale szlachetne i nieszlachetne,
- biżuteria i wyroby jubilerskie,
- odpady i surowce wtórne – szkło, guma, papier,
- wyroby stalowe, pręty, druty, żelazostopy,
- złom.[1]

Usługi
Usługi dotyczące odwrotnego obciążenia wymienione zostały w załączniku nr 14 ustawy o VAT, są to usługi o charakterze remontowo-budowlanym. Do tego w wyjątkowych przypadkach zalicza się także konserwacja oraz montaże dodatkowe – są to tzw. precedensy. Status konserwacji jako roboty budowlanej został określony przez Ministra spraw wewnętrznych i administracji w Rozporządzeniu z dnia 16 sierpnia 1999 r. w sprawie warunków technicznych użytkowania budynków mieszkalnych (Dz.U. 1999 Nr 74 poz. 836), zgodnie z rozporządzeniem: "konserwacja – wykonywanie robót mających na celu utrzymanie sprawności technicznej elementów budynku,". Usługi muszą dodatkowo spełniać warunek – nabywca i sprzedawca muszą być czynnymi podatnikami VAT (wymóg czynnego podatnika VAT nie wynika wprost z przepisów, ten warunek został dodany w objaśnieniu do stosowania mechanizmu odwrotnego obciążenia opublikowanym przez Ministerstwo Finansów).
- Roboty budowlane związane ze wznoszeniem budynków mieszkalnych (prace związane z budową nowych budynków, przebudową lub remontem istniejących budynków)
- Roboty ogólnobudowlane związane z budową autostrad, dróg, ulic i innych dróg dla pojazdów i pieszych oraz budową pasów startowych
- Roboty ogólnobudowlane związane z budową dróg szynowych i kolei podziemnej
- Roboty ogólnobudowlane związane z budową mostów i tuneli
- Roboty ogólnobudowlane związane z budową rurociągów przesyłowych
- Roboty ogólnobudowlane związane z budową sieci rozdzielczych, włączając prace pomocnicze
- Roboty ogólnobudowlane związane z budową systemów irygacyjnych (kanałów), magistrali i linii wodociągowych, obiektów do uzdatniania wody i oczyszczania ścieków oraz stacji pomp
- Roboty związane z wierceniem studni i ujęć wodnych oraz instalowaniem zbiorników septycznych
- Roboty ogólnobudowlane związane z budową przesyłowych linii telekomunikacyjnych i elektroenergetycznych
- Roboty ogólnobudowlane związane z budową rozdzielczych linii telekomunikacyjnych i elektroenergetycznych
- Roboty ogólnobudowlane związane z budową elektrowni
- Roboty ogólnobudowlane związane z budową nabrzeży, portów, tam, śluz i związanych z nimi obiektów hydrotechnicznych
- Roboty ogólnobudowlane związane z budową obiektów produkcyjnych i górniczych
- Roboty ogólnobudowlane związane z budową stadionów i boisk sportowych
- Roboty ogólnobudowlane związane z budową pozostałych obiektów inżynierii lądowej i wodnej, gdzie indziej niesklasyfikowane
- Roboty związane z rozbiórką i burzeniem obiektów budowlanych
- Roboty związane z przygotowaniem terenu pod budowę, z wyłączeniem robót ziemnych
- Roboty ziemne: roboty związane z kopaniem rowów i wykopów oraz przemieszczaniem ziemi
- Roboty związane z wykonywaniem wykopów i wierceń geologiczno-inżynierskich
- Roboty związane z wykonywaniem instalacji elektrycznych służących bezpieczeństwu
- Roboty związane z wykonywaniem pozostałych instalacji elektrycznych
- Roboty związane z wykonywaniem instalacji wodno-kanalizacyjnych i odwadniających
- Roboty związane z wykonywaniem instalacji cieplnych, wentylacyjnych i klimatyzacyjnych
- Roboty związane z wykonywaniem instalacji gazowych
- Roboty związane z zakładaniem izolacji
- Roboty związane z zakładaniem ogrodzeń
- Pozostałe roboty instalacyjne, gdzie indziej niesklasyfikowane
- Roboty tynkarskie
- Roboty instalacyjne stolarki budowlanej
- Roboty związane z wykładaniem posadzek i oblicowywaniem ścian
- Roboty związane z wykładaniem podłóg i ścian lastryko, marmurem, granitem lub łupkiem
- Pozostałe roboty związane z wykładaniem podłóg i ścian (włączając tapetowanie), gdzie indziej niesklasyfikowane
- Roboty malarskie
- Roboty szklarskie
- Roboty związane z wykonywaniem elementów dekoracyjnych
- Roboty związane z wykonywaniem pozostałych wykończeniowych robót budowlanych, gdzie indziej niesklasyfikowanych
- Roboty związane z wykonywaniem konstrukcji dachowych
- Roboty związane z wykonywaniem pozostałych prac dekarskich
- Roboty związane z zakładaniem izolacji przeciwwilgociowych i wodochronnych
- Roboty związane z montowaniem i demontowaniem rusztowań
- Roboty związane z fundamentowaniem, włączając wbijanie pali
- Roboty betoniarskie
- Roboty związane ze wznoszeniem konstrukcji stalowych
- Roboty związane ze wznoszeniem konstrukcji z cegieł i kamienia
- Roboty związane z montażem i wznoszeniem konstrukcji z elementów prefabrykowanych
- Roboty związane z wykonywaniem pozostałych specjalistycznych robót budowlanych, gdzie indziej niesklasyfikowanych

## Elementy danych na fakturze
Faktura z odwrotnym obciążeniem składa się z elementów danych standardowej faktury:
- kolejny numer faktury VAT,
- data i miejsce wystawienia, oraz data sprzedaży (wykonania usługi),
- nazwa, adres sprzedawcy i nabywcy, oraz numer NIP,
- nazwa towaru lub usługi,
- ilość, jednostka miary,
- cena netto, stawka VAT w której wpisano skrót o.o. lub np. (w wyjątkowych przypadkach przyjmuje się zw) i obowiązkowy dopisek "odwrotne obciążenie"
- sposób zapłaty i termin[1].

## Deklaracja VAT podsumowująca
Przedsiębiorcy wystawiający faktury z dopiskiem „odwrotne obciążenie” zobowiązani są do przesyłania informacji podsumowujących – obowiązek wysyłania deklaracji VAT-27 elektronicznie do Urzędu Skarbowego (do 25. dnia danego miesiąca (za miesiąc poprzedni)).